# Sítio Capianga
O Sítio Capianga é um sítio arqueológico do tipo histórico de residência rural, localizado na Fazenda Capianga, na cidade de Conceição da Feira, no estado da Bahia. O Sítio arqueológico de Capianga está registrado no Instituto do Patrimônio Artístico e Cultural da Bahia (IPAC) e no  Instituto do Patrimônio Histórico e Artístico Nacional (IPHAN).

## Artefato
Residência rural construída no século XIX, no período pós colonial. A casa foi construída com telhado em quatro águas e varanda que originalmente foi construída com pilares de madeira, e foi alterada por alvenaria com o passar dos tempos.
Foi encontrado ruínas de uma casa de farinha, construída com tijolos de adobe. O parafuso que era usado na prensa, foi reutilizado como viga em um banheiro construído na área externa da casa. A casa de farinha foi abandonada por falta de uso.